# Gargalianoi
Gargalianoi  este un oraș în Grecia în Prefectura Messinia.